# Idaea sordida
Idaea sordida là một loài bướm đêm trong họ Geometridae.